# 水野信元
水野信元（?—1576年1月27日、？ - 天正3年12月27日）是戰國時代武將。父親是水野忠政，是德川家康生母於大之方的異母兄弟。

## 生平
初時是松平氏的家臣，父親死後，與織田信長合作，成為織田氏的家臣，設立織水同盟。在織田與德川的清洲同盟中作出很大的作用。後來參加織田軍不同戰役，包括三方原之戰、長篠之戰。
領地最多時曾包含東尾張與西三河、知多半島，石高二十四萬石。（結城水野家譜）
1576年（天正4年）佐久間信盛向信長傳言信元與武田家秋山虎繁內通私運兵糧相助，信長傳令家康在三河國大樹寺殺死信元。